# Micruropus crassicauda
Micruropus crassicauda is een vlokreeftensoort uit de familie van de Micruropodidae. De wetenschappelijke naam van de soort is voor het eerst geldig gepubliceerd in 1962 door Bazikalova.